# Alizée Baron
Alizée Baron (ur. 6 sierpnia 1992 w Montpellier) – francuska narciarka dowolna, specjalizująca się w skicrossie.
W Pucharze Świata zadebiutowała 17 grudnia 2011 roku w Innichen, zajmując 11. miejsce. Tym samym już w swoim debiucie wywalczyła pierwsze pucharowe punkty. Na podium zawodów tego cyklu po raz pierwszy stanęła 7 stycznia 2012 roku w St. Johann, kończąc rywalizację w skicrossie na trzeciej pozycji. Wyprzedziły ją tam tylko jej rodaczka, Ophélie David i Niemka Anna Wörner. Najlepsze wyniki osiągnęła w sezonie 2014/2015, kiedy to zajęła 7. miejsce w klasyfikacji generalnej, a w klasyfikacji skicrossu była druga. Na mistrzostwach świata w Voss w 2013 roku zajęła siódme miejsce w swojej konkurencji. Była też między innymi piąta podczas igrzysk olimpijskich w Pjongczangu w 2018 roku. W 2019 roku, na mistrzostwach świata w Solitude, wywalczyła brązowy medal ulegając Kanadyjce Marielle Thompson oraz Szwajcarce Fanny Smith. Dwa lata później, podczas mistrzostw świata w Idre Fjäll zdobyła kolejny brązowy medal.

## Osiągnięcia

### Igrzyska olimpijskie
| Miejsce | Dzień     | Rok  | Miejscowość | Konkurencja | Zwyciężczyni      |
| ------- | --------- | ---- | ----------- | ----------- | ----------------- |
| 20.     | 21 lutego | 2014 | Soczi       | Skicross    | Marielle Thompson |
| 5.      | 23 lutego | 2018 | Pjongczang  | Skicross    | Kelsey Serwa      |
| DNS     | 17 lutego | 2022 | Pekin       | Skicross    | Sandra Näslund    |

### Mistrzostwa świata
| Miejsce | Dzień       | Rok  | Miejscowość | Konkurencja | Zwyciężczyni      |
| ------- | ----------- | ---- | ----------- | ----------- | ----------------- |
| 7.      | 10 marca    | 2013 | Voss        | Skicross    | Fanny Smith       |
| 16.     | 25 stycznia | 2015 | Kreischberg | Skicross    | Andrea Limbacher  |
| 3.      | 2 lutego    | 2019 | Solitude    | Skicross    | Marielle Thompson |
| 3.      | 13 lutego   | 2021 | Idre Fjäll  | Skicross    | Sandra Näslund    |

### Puchar Świata

#### Miejsca w klasyfikacji generalnej
- sezon 2011/2012: 19.
- sezon 2012/2013: 50.
- sezon 2013/2014: 68.
- sezon 2014/2015: 7.
- sezon 2015/2016: 12.
- sezon 2017/2018: 34.
- sezon 2018/2019: 17.
- sezon 2019/2020: –

Od sezonu 2020/2021 klasyfikacja skicrossu zastąpiła klasyfikację generalną.
- sezon 2020/2021: 2.
- sezon 2021/2022: 13.

#### Miejsca na podium w zawodach
1. St. Johann in Tirol – 7 stycznia 2012 (skicross) – 3. miejsce
2. Les Contamines – 15 stycznia 2012 (skicross) – 2. miejsce
3. Bischofswiesen – 25 lutego 2012 (skicross) – 3. miejsce
4. Val Thorens – 9 stycznia 2015 (skicross) – 3. miejsce
5. Åre – 14 lutego 2015 (skicross) – 1. miejsce
6. Tegernsee – 21 lutego 2015 (skicross) – 2. miejsce
7. Val Thorens – 12 grudnia 2015 (skicross) – 2. miejsce
8. Innichen – 20 grudnia 2015 (skicross) – 3. miejsce
9. Watles – 16 stycznia 2016 (skicross) – 2. miejsce
10. Idre – 14 lutego 2016 (skicross) – 3. miejsce
11. Arosa – 4 marca 2016 (skicross) – 3. miejsce
12. Nakiska – 20 stycznia 2018 (skicross) – 3. miejsce
13. Blue Mountain – 26 stycznia 2019 (skicross) – 3. miejsce
14. Feldberg – 16 lutego 2019 (skicross) – 3. miejsce
15. Sołniecznaja dolina – 24 lutego 2019 (skicross) – 3. miejsce
16. Veysonnaz – 17 marca 2019 (skicross) – 3. miejsce
17. Idre – 23 stycznia 2021 (skicross) – 1. miejsce
18. Idre – 24 stycznia 2021 (skicross) – 2. miejsce
19. Veysonnaz – 21 marca 2021 (skicross) – 3. miejsce